# Egutu Oliseh
Egutu Chukwuma Oliseh (Lagos, 18 novembre 1980) è un ex calciatore nigeriano, di ruolo attaccante.